# Guma
Guma é uma vila no distrito de North 24 Parganas, no estado indiano de Bengala Ocidental.

## Demografia
Segundo o censo de 2001, Guma tinha uma população de 9297 habitantes. Os indivíduos do sexo masculino constituem 51% da população e os do sexo feminino 49%. Guma tem uma taxa de literacia de 72%, superior à média nacional de 59,5%: a literacia no sexo masculino é de 78% e no sexo feminino é de 65%. Em Guma, 13% da população está abaixo dos 6 anos de idade.